# هانس موزر (سوارکار)
هانس موزر (۱۹ ژانویه ۱۹۰۱ – ۱۸ نوامبر ۱۹۷۴) ورزشکار اهل کشور سوئیس و قهرمان سوارکاری المپیک بود. وی مدال طلای انفرادی رشتهٔ درساژ را در بازی‌های المپیک تابستانی ۱۹۴۸ لندن از آن خود کرد.